# Sacculozetes filosus
Sacculozetes filosus är en kvalsterart som beskrevs av Valerie M. Behan-Pelletier och Rjabinin 1991. Sacculozetes filosus ingår i släktet Sacculozetes och familjen Austrachipteriidae. Inga underarter finns listade i Catalogue of Life.